# 한국선급
사단법인 한국선급(韓國船級, Korean Register, KR)은 해상에서의 인명과 재산의 안전을 도모하고 조선 해운 및 해양에 관한 기술을 진흥시키기 위하여 설립된 대한민국 유일의 국제 선박 검사 기관이다. 직원 866여명(본부 523명, 지부 343명), 6본부 49개 지부(국내 14개, 국외 35개) 등으로 구성되어 있으며 대전광역시 유성구 가정북로 90(장동)에 위치하고 있었으나, 2012년 부산광역시 강서구 명지오션시티9로 36 (명지동)으로 이전하였다.

## 설립 근거
- 민법 제32조(비영리 사단법인)

## 연혁
- 1960년 6월 20일, 한국해양대학교 항해과 1기 출신인 허동식 이사장이 사단법인 한국선급협회(KR) 설립 (해무청 허가)

## 주요 업무
- 선박의 건조, 등록, 검사 및 이와 관련된 도면 심의
- 조선 재료, 선박용 물건, 발전 설비 등 육상용 설비와 기기의 제작에 관한 도면 심의, 승인 및 검사
- 선박 건조 및 크레인 등 각종 기기의 제조 감리
- 국제 협약에 따른 업무
- 각국 정부로부터 권한을 위임받은 업무
- 선박 안전법 제 60 조에 의한 한국 정부 대행 검사 업무
- 지방자치단체 등 기타 공공기관에서 위임한 업무
- 해운, 선박, 해양 구조물, 풍력 발전등 육상 시설 및 설비와 기기에 관한 연구, 설계 평가, 검사, 감리 및 기타 관련 업무
- 신재생 에너지 및 환경 관련 인증, 검사, 연구 등의 업무와 온실 가스 관련 검ㆍ인증, 연구 등의 업무
- 전항 각호에 관련된 ISO 9000등 각종 규격에 대한 인증, 교육 및 연수 업무
- 기타 선급의 목적 달성에 필요한 관련 업무 및 기술 연구, 지도와 이에 수반되는 각종 용역 업무

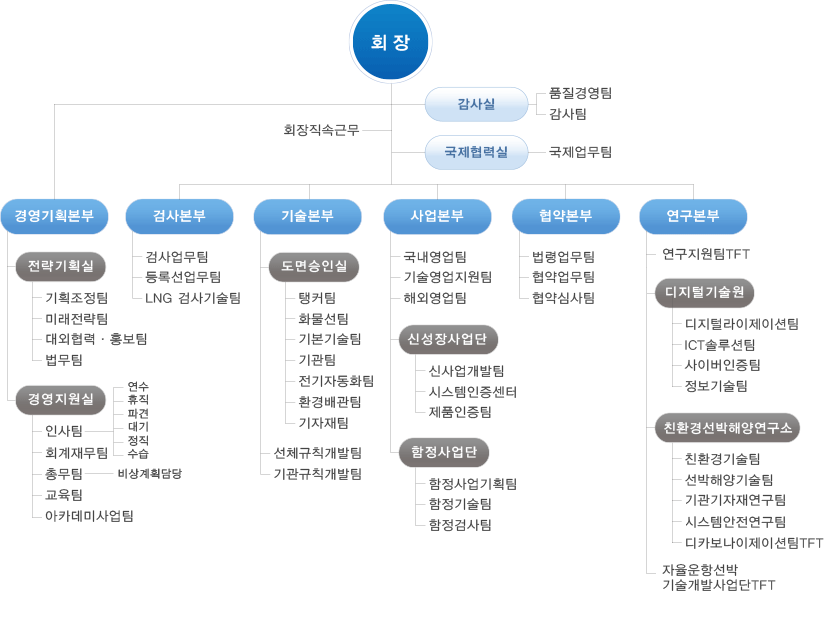

## 소속기관
- 연구소
- 교육훈련원

## 자회사
- N/A

## 국내지부

### 서울지부
- 주소: 서울특별시 영등포구 국회대로68길 17(여의도동,해운빌딩) 해운빌딩 6층
- 관할구역: 서울 전지역과 경기일부지역(한강북부지역, 안양, 의왕, 군포, 수원, 오산, 송탄 및 경부고속도로 동부지역), 강원도 전 지역

### 인천지부
- 주소: 인천광역시 중구 신흥동3가 정석빌딩 A동 605호
- 관할구역: 인천광역시 전지역 및 경기도 일부지역(안양, 의왕, 군포, 수원, 오산, 송탄, 평택을 제외한 경부고속도로 서부지역 및 한강남부지역)

### 평택당진지부
- 주소: 충청남도 당진시 시청2로 20(수청동) GJ빌딩 2층
- 관할구역: 평택, 대전, 충남(장항, 서천, 보령을 제외한 전지역), 충북 전지역

### 군산지부
- 주소: 전북 군산시 백토로 202 2층 202호
- 관할구역: 전라북도, 충청남도(장항, 서천, 보령 포함)지역 일원

### 목포지부
- 주소: 전라남도 목포시 해안로 182 (항동,목포항연안여객터미널) 316호
- 관할구역: 전라남도(여수, 여천, 광양, 고흥, 순천 제외) 및 제주특별자치도 지역 일원

### 여수광양지부
- 주소: 전라남도 여수시 좌수영로 67 (광무동,국민건강보험공단여수지사) ABL생명빌딩 8층
- 관할구역: 전남지역(여수,순천,광양,고흥) 및 경남지역(하동,남해)

### 통영지부
- 주소: 경상남도 통영시 광도면 죽림해안로 70 대림빌딩 201호
- 관할구역: 경상남도(통영, 고성, 사천)지역 일원

### 거제지부
- 주소: 경상남도 거제시 옥포로 122 (옥포동) 오션플라자 하모니센터 8층
- 관할구역: 경상남도(거제) 지역 일원

### 창원지부
- 주소: 경상남도 창원시 성산구 중앙대로 107 (중앙동,교원공제회관) 교직원 공제회관 404호
- 관할구역: 경상남도[김해(구김해군), 창원, 진해, 마산, 진주]지역 일원, 대구광역시 달성군 일원, 경북 고령군 일원

### 감천지부
- 주소: 부산광역시 강서구 명지오션시티9로 36 KR 6층
- 관할구역: 부산광역시(사하구, 강서구)

### 부산지부
- 주소: 부산광역시 중구 중앙대로42번길 5 (중앙동5가) 동주빌딩4층
- 관할구역: 부산광역시(사하구, 강서구, 기장군 정관면 제외), 경상남도 양산시(웅상면 제외)

### 장생포지부
- 주소: 울산광역시 남구 장생포고래로 283 (매암동) 3층
- 관할구역: 울산광역시 남구, 울주군, 경상남도 양산시 웅상면, 부산광역시 기장군 정관면 일원

### 울산지부
- 주소: 울산광역시 동구 방어진순환도로 1000 (전하동,현대중공업) 생산1관 503호
- 관할구역: 울산광역시 (동구, 중구, 북구), 경주지역(울산-경주간 산업도로 구간)

### 포항지부
- 주소: 경상북도 포항시 북구 중흥로 109 (죽도동,교보생명빌딩) 교보생명빌딩 904호
- 관할구역: 경상북도(포항, 울릉도, 구룡포 포함, 고령군제외)지역 일원, 대구광역시(달성군 제외) 지역 일원

### 동해출장소
- 주소: 강원특별자치도 동해시 평원로 115, 101동 901호 (평릉동, 동해하나리움아파트)
- 관할구역: 강원특별자치도 전지역

## 사건·사고 및 논란

### 본사 부산 이전
2005년 2월 25일 한국선급은 총회를 열어 대전에 있는 한국선급 본사의 부산 이전을 승인하였다. 본사 이전과 관련하여 한국선급 고위층은 "본사 중 일부와 연수소가 내려가고 부산광역시청과의 계약 조건을 충족하기 위해 주소지만 옮길 뿐"이라고 말했다.
2005년 7월 7일 오전 한국선급 노동조합은 부산 이전과 관련 한국컨테이너운영공사가 부산에서 광양으로 이전하자 부산 지역 민심을 달래기 위해 오거돈 해양수산부 장관이 이갑숙 한국선급 회장을 만나 한국선급의 부산 이전을 요청 한 것으로 파이낸셜뉴스(2월 25일자)에 보도됐다며 한국선급의 부산 이전의 부당성을 지적했다. 이에 대해 오 장관은 임기택 해양수산부 공보관을 통해 "전혀 사실과 다르다. 어떻게 그런 기사가 나갔는지 모르겠다"고 밝혔다.
2005년 9월 22일 홍문표 한나라당 의원은 해양수산부 국정감사에서 "오거돈 장관은 2005년 2월 24일 이갑숙 회장을 만나 한국선급의 부산 이전을 부탁했고 다음날인 25일 노조와 협의없이 이 회장 전권으로 한국선급의 부산 이전이 전격 결정됐다"며 "이는 차기 부산시장 당선을 위해 장관 재임 시절 무리하게 한국선급의 이전을 추진한 것으로 보인다"고 말했다. 이에 대해 한국선급 관계자는 "한국선급의 국내업무 중 77%가 울산, 부산, 거제 등 영남권에서 이루어지고 있어 검사원들의 접근이 용이한 이점이 있어 부산 이전을 추진하고 있는 것"일 뿐이라며 관련 의혹을 부인했다.
2009년 8월 27일 경찰청 특수수사과는 "한국선급 오공균 회장이 직원 취업을 대가로 2500만원을 수수하고 부산사옥 신축공사 사업 관리자 선정관련 입찰 정보를 사전 유출한 혐의도 받고 있다"라고 밝혔다. 이 과정에서 연세대학교 건축공학과 백 교수가 특정업체를 신축사옥 설계 업체로 선정해주며 2억1282만원을 받은 혐의 등으로 구속되었다. 백 교수의 아내 명의로 설립한 (주)B사가 담합에 의한 부정한 방법으로 부산사옥 신축 사업관리자로 선정되도록 한 것으로 한국선급의 사업관리자 선정 입찰을 방해한 혐의를 받고 있다. 수사가 진행되면서 부산사옥 신축은 사실상 중단되었다.
2010년 1월 8일 부산광역시청과 한국선급(KR)은 동월 11일 한국선급 본사사옥이 들어설 부산 강서구 명지주거단지에서 현장설명회를 개최한다고 밝혔다.
2010년 3월 12일 한국선급(회장 오공균)의 부산사옥 신축공사 기공식이 부산광역시 강서구 명지동의 부산사옥 신축공사 예정부지에서 열렸다. 한국선급은 부산광역시 강서구 명지동 3229-22외 3필지에 연면적 약 9200평, 지하2층, 지상 18층 규모의 최첨단 신사옥을 건축하여 2012년 4월경에 본사 이전을 완료할 예정으로 공사비 581억 원이 투입되어 310여명의 직원이 상주하게 된다.

## 같이 보기
- 한국선주협회
- 한국항만물류협회